# Индейцы Юго-запада США
Данная статья содержит список и характеристику индейцев юго-запада США (исторический регион Оазисамерика).

## Перечень
Большинство индейцев юго-запада относится к этнокультурной группе пуэбло.
- en:Ak Chin, Аризона
- Апачи:
  - Чирикауа — Нью-Мексико, Оклахома
  - Западные апачи — Аризона
- Навахо (дине) — Аризона, Нью-Мексико
- en:Aranama (также: Hanáma, Hanáme, Chaimamé, Charinames, Xaranames, Taranames)
- Коавильтеки Техас, северная Мексика
- Кочими — Нижняя Калифорния
- en:Cochiti
- Кокопа — Аризона
- Комекрудо (исчезли) Техас, северная Мексика
- en:Cotoname (также: Carrizo de Camargo)
- en:Genízaro, Аризона, Нью-Мексико
- en:Halchidhoma
- en:Hano
- Валапай
- Хавасупай — Аризона
- Хохокам — Аризона
- en:Jumano
- en:Kavelchadhom
- Laguna
- en:Los Luceros
- en:Mamulique Техас, северная Мексика
- Марикопа
- Мохаве
- Пима — Аризона
- en:Pima Bajo
- en:Piro
- en:Qahatika
- Квечаны (Юма) — Аризона
- en:Quems
- Пуэбло (группа народов различного происхождения) Нью-Мексико:
  - en:Acoma
  - en:Isleta
  - en:Isleta del Sur
  - en:Jemez
  - en:Keres
  - Nambe
  - en:Pecos
  - en:Picuris
  - en:Sandia
  - en:San Carlos
  - en:San Felipe
  - en:San Idelfonso
  - en:San Juan
  - en:Santa Ana
  - en:Santa Clara
  - en:Santo Domingo
  - Таос
  - en:Tesuque
  - Тева
  - en:Tigua
  - en:Zia
  - Зуни
  - Хопи — Аризона
- Солано
- Suma
- en:Tamique
- Toboso
- Тохоно-Оодхам (папаго) — Аризона
- en:Ubate
- Яки
- Явапай (тонто-апачи) — Аризона